# Blue Moon (1934년 노래)
〈Blue Moon〉는 리처드 로저스와 로렌즈 하트가 작곡한 1934년 고전 대중가요로, 스탠더드 발라드로 확립된 곡이다. 대중음악의 "50년대 화성진행"의 첫 번째 예시로 간주되기도 한다. 1949년 미국에서 빌리 엑스타인과 멜 토메의 음원으로 두 차례 히트했다. 1961년 두왑 그룹 마르셀즈가 전 세계적인 1위 히트곡으로 부상시켰다. 이 다음부터도 〈Blue Moon〉은 각종 아티스트에 의해 커버되기 시작해 프랭크 시나트라, 빌리 홀리데이, 엘비스 프레슬리, 매버릭스, 딘 마틴, 슈프림스, 로드 스튜어트 등속이 녹음했다. 빙 크로스비는 1962년 음반 《On the Happy Side》에서 메들리로서 취입했다. 영국의 축구 리그 클럽 크루 알렉산드라와 영국 프리미어 리그 축구 클럽 맨체스터 시티의 응원가이기도 하다.